# Транспорт в Суринаме

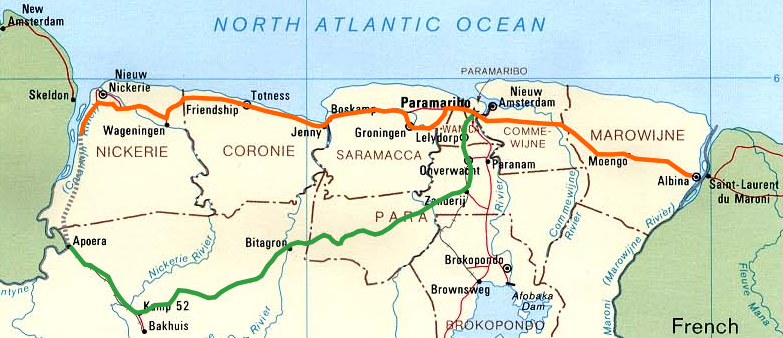
Система автомобильных дорог в Суринаме

Тра́нспорт в Суринаме (нидерл. Vervoer in Suriname) — обширная и разнообразная система средств, предназначенная для перевозок пассажиров и грузов в Суринаме.
В стране развитая транспортная инфраструктура. Многие из автомобильных дорог были построены во времена голландской колониальной администрации в Суринаме.

## Воздушный транспорт

### Аэропорты с асфальтированным покрытием
Всего аэропортов: 6

свыше 3 047 метров: 1

до 914 м: 5 (2013).

### Аэропорты с гравийным покрытием
Всего аэропортов: 49

от 914 до 1 523 м: 4

до 914 м: 45 (на 2013 год).
Железнодорожный транспорт прекратил функционировать во второй половине 1980х годов.

## Автомобильные дороги
Общий километраж дорог в Суринаме: 4 304 км

Место страны в мире: 155

асфальтированные дороги: 1 130 км

дороги без асфальта: 3 174 км (на 2003 год).

## Водный транспорт
Длина водных путей сообщения: 1 200 км

место страны в мире: 58 (на 2011 год).

### Порты
В Парамарибо и Вагенингене.